# Llamada telefónica a Putin
La Llamada telefónica a Putin (en ruso: звонок Путину) es un término slang utilizado por algunos departamentos de policía rusos para el método de tortura que consiste en administrar choques eléctricos en los lóbulos de las orejas, la nariz y/o los genitales de la persona. Según Amnistía Internacional, la tortura con descargas eléctricas por parte de las fuerzas de seguridad y los guardias de prisiones, cárceles y colonias penales es común en Rusia.
Este método se describió en publicaciones que relataban el caso de Aleksei Mikheyev, quien fue acusado falsamente en 2006 de asesinato mientras su presunta víctima estaba viva y coleando. Después de sobrevivir la supuesta tortura de "llamada telefónica", él saltó por la ventana de un tercer piso para escapar de sus torturadores. La caída provocó una lesión en la médula espinal que dejó a Mikheyev parapléjico. Su caso fue llevado al Tribunal Europeo de Derechos Humanos en Estrasburgo, Francia, y se destacó como "la primera victoria seria en un caso de tortura" presentado ante el Tribunal contra el gobierno ruso.